# Chenji (köping i Kina, Jiangsu)
Chenji (kinesiska: 陈集, 陈集镇) är en köping i Kina. Den ligger i provinsen Jiangsu, i den östra delen av landet, omkring 190 kilometer norr om provinshuvudstaden Nanjing.
Genomsnittlig årsnederbörd är 1 133 millimeter. Den regnigaste månaden är juli, med i genomsnitt 256 mm nederbörd, och den torraste är januari, med 18 mm nederbörd.